# The Roop
The Roop (zapis stylizowany: THE ROOP) – litewski zespół pop-rockowy założony w 2014 roku w Wilnie. Reprezentanci Litwy w 65. Konkursie Piosenki Eurowizji (2021).

## Historia
Członkowie The Roop mieli wcześniej doświadczenie w innych projektach muzycznych, a główny wokalista Vaidotas Valiukevičius także jako prezenter i aktor. Pierwszy singel zespołu pod tytułem „Be Mine”, został wydany w listopadzie 2014. Debiutancki album To Whom It May Concern, ukazał się rok później. Podczas pracy nad drugim albumem, zatytułowanym Ghosts (2017), zespół był bliski rozpadu.
W 2018 z piosenką „Yes, I Do”, brali udział w litewskich preselekcjach do Konkursu Piosenki Eurowizji 2018, zajmując w finale trzecie miejsce. W 2020 z piosenką „On Fire” wygrali litewskie preselekcje eurowizyjne, zostając reprezentantami Litwy w odwołanym 65. Konkursie Piosenki Eurowizji w Rotterdamie. 18 marca poinformowano o odwołaniu konkursu z powodu pandemii wirusa SARS-coV-2. W listopadzie 2020 roku zespół oficjalnie potwierdził, że zamierza ponownie ubiegać się o reprezentowanie Litwy w konkursie w następnym roku. W 2021 z piosenką „Discoteque” zwyciężyli drugi rok z rzędu w finale litewskich eliminacji eurowizyjnych, zostając reprezentantami Litwy w 65. Konkursie Piosenki Eurowizji w Rotterdamie. 18 maja otworzyli stawkę konkursową pierwszego półfinału i z czwartego miejsca awansowali do finału, który odbył się 22 maja. Zajęli w nim ósme miejsce po zdobyciu 220 punktów, w tym 165 pkt od telewidzów (7. miejsce) i 55 pkt od jurorów (14. miejsce). 
W 2024 roku ponownie wystartowali w litewskich preselekcjach ubiegając się o reprezentowanie Litwy w 68. Konkursie Piosenki Eurowizji z utworem „Simple Joy”. Ostatecznie zajęli 3. miejsce.

## Dyskografia

### Albumy
| Rok  | Tytuł | Najwyższa pozycja na liście |
| Rok  | Tytuł | LTU                         |
| ---- | --- | --------------------------- |
| 2015 | To Whom it May Concern - Wydany: 30 listopada 2015 - Wytwórnia: Musica Publica - Format: CD, digital download, media strumieniowe | 78                          |
| 2017 | Ghosts - Wydany: 16 października 2017 - Wytwórnia: Musica Publica - Format: CD, digital download, media strumieniowe              | 34                          |
| 2022 | Concrete Flower - Wydany: 11 maja 2022 - Wytwórnia: Warner Music Finland - Format: CD, digital download, media strumieniowe       | 31                          |

### Minialbumy
| Rok  | Tytuł                                                                                       |
| ---- | ------------------------------------------------------------------------------------------- |
| 2018 | Yes, I Do - Wydany: 25 maja 2018 - Wytwórnia: wydanie własne - Format: CD, digital download |

### Single
| Rok                                                      | Tytuł                   | Najwyższe pozycje na listach | Najwyższe pozycje na listach | Najwyższe pozycje na listach | Najwyższe pozycje na listach | Najwyższe pozycje na listach | Najwyższe pozycje na listach | Najwyższe pozycje na listach | Najwyższe pozycje na listach | Najwyższe pozycje na listach | Album           |
| Rok                                                      | Tytuł                   | LTU                          | BEL (Fl)                     | FIN                          | GRE                          | NLD                          | IRL                          | ISL                          | SWE                          | UK Down.                     | Album           |
| -------------------------------------------------------- | ----------------------- | ---------------------------- | ---------------------------- | ---------------------------- | ---------------------------- | ---------------------------- | ---------------------------- | ---------------------------- | ---------------------------- | ---------------------------- | --------------- |
| 2016                                                     | „Hello”                 | –                            | –                            | –                            | –                            | –                            | –                            | –                            | –                            | –                            | Ghosts          |
| 2017                                                     | „Dream On”              | –                            | –                            | –                            | –                            | –                            | –                            | –                            | –                            | –                            | Ghosts          |
| 2017                                                     | „Keista Draugystė”      | –                            | –                            | –                            | –                            | –                            | –                            | –                            | –                            | –                            | Ghosts          |
| 2018                                                     | „Yes, I Do”             | 48                           | –                            | –                            | –                            | –                            | –                            | –                            | –                            | –                            | Yes, I Do       |
| 2019                                                     | „Silly Me”              | –                            | –                            | –                            | –                            | –                            | –                            | –                            | –                            | –                            | Yes, I Do       |
| 2019                                                     | „Dance With Your Hands” | –                            | –                            | –                            | –                            | –                            | –                            | –                            | –                            | –                            | Yes, I Do       |
| 2020                                                     | „On Fire”               | 1                            | –                            | –                            | –                            | –                            | –                            | –                            | –                            | –                            | Concrete Flower |
| 2021                                                     | „Discoteque”            | 1                            | 54                           | 19                           | 42                           | 49                           | 75                           | 23                           | 39                           | 35                           | Concrete Flower |
| 2021                                                     | „Ohmygodable”           | 68                           | –                            | –                            | –                            | –                            | –                            | –                            | –                            | –                            | Concrete Flower |
| 2022                                                     | „Love Is All We Got”    | –                            | –                            | –                            | –                            | –                            | –                            | –                            | –                            | –                            | Concrete Flower |
| 2022                                                     | „Let's Get Naked”       | –                            | –                            | –                            | –                            | –                            | –                            | –                            | –                            | –                            | Concrete Flower |
| 2022                                                     | „Šiluma”                | –                            | –                            | –                            | –                            | –                            | –                            | –                            | –                            | –                            | –               |
| 2022                                                     | „Kalėdų Atvirukas”      | –                            | –                            | –                            | –                            | –                            | –                            | –                            | –                            | –                            | –               |
| 2023                                                     | „Pavasaris”             | –                            | –                            | –                            | –                            | –                            | –                            | –                            | –                            | –                            | –               |
| 2024                                                     | „Simple Joy”            | 7                            | –                            | –                            | –                            | –                            | –                            | –                            | –                            | –                            | –               |
| „–” oznacza, że singel nie był notowany na danej liście. |                         |                              |                              |                              |                              |                              |                              |                              |                              |                              |                 |